# Bristol Rugby 2006-2007

## English Premiership 2006-07

### Stagione regolare
| Data       | Incontro               | Risultato |
| ---------- | ---------------------- | --------- |
| 2-9-2006   | Worcester — Bristol    | 11-41     |
| 10-9-2006  | Bristol — Saracens     | 13-13     |
| 16-9-2006  | London Irish — Bristol | 11-23     |
| 24-9-2006  | Bristol — London Wasps | 26-21     |
| 15-10-2006 | Bristol — Harlequins   | 33-20     |
| 3-11-2006  | Newcastle — Bristol    | 26-21     |
| 10-11-2006 | Bristol — Sale Sharks  | 15-9      |
| 18-11-2006 | Bath — Bristol         | 12-19     |
| 22-12-2006 | Leicester — Bristol    | 43-15     |
| 27-12-2006 | Bristol — Bath         | 16-6      |
| 1-1-2007   | Sale Sharks — Bristol  | 6-10      |
| 24-1-2007  | Bristol — Gloucester   | 14-12     |
| 27-1-2007  | Northampton — Bristol  | 8-14      |
| 18-2-2007  | Bristol — Newcastle    | 22-21     |
| 24-2-2007  | Harlequins — Bristol   | 15-8      |
| 4-3-2007   | London Wasps — Bristol | 28-0      |
| 10-3-2007  | Bristol — London Irish | 7-12      |
| 18-3-2007  | Saracens — Bristol     | 36-5      |
| 25-3-2007  | Bristol — Northampton  | 31-19     |
| 7-4-2007   | Bristol — Worcester    | 22-17     |
| 24-4-2007  | Bristol — Leicester    | 30-13     |
| 28-4-2007  | Gloucester — Bristol   | 35-13     |

#### Risultati della stagione regolare
| Posizione | G  | V  | N | P | PF  | PS  | DP | B | Pt |
| --------- | -- | -- | - | - | --- | --- | -- | - | -- |
| 3ª        | 22 | 14 | 1 | 7 | 398 | 394 | +4 | 6 | 64 |

### Play-off titolo
| Turno | Data     | Andata              | Risultato |
| ----- | -------- | ------------------- | --------- |
| SF    | 5-5-2007 | Leicester — Bristol | 26-14     |

## Challenge Cup 2006-07

### Prima fase
| Data       | Incontro           | Risultato |
| ---------- | ------------------ | --------- |
| 21-10-2006 | Bucarest — Bristol | 3-27      |
| 27-10-2006 | Newport — Bristol  | 11-7      |
| 8-12-2006  | Bayonne — Bristol  | 17-38     |
| 15-12-2006 | Bristol — Bayonne  | 48-6      |
| 12-1-2007  | Newport — Bristol  | 17-11     |
| 19-1-2007  | Bristol — Bucarest | 33-19     |

### Risultati della prima fase
| Posizione | G | V | N | P | PF  | PS | DP  | B | Pt |
| --------- | - | - | - | - | --- | -- | --- | - | -- |
| 2ª        | 6 | 5 | 0 | 1 | 168 | 69 | +99 | 1 | 25 |

### Play-off Challenge Cup
| Turno | Data      | Andata         | Risultato |
| ----- | --------- | -------------- | --------- |
| QF    | 31-3-2007 | Bath — Bristol | 51-12     |